# Шалька
Шалька (перс. شالكا) — село в Ірані, у дегестані Тулем, у бахші Тулем, шагрестані Совмее-Сара остану Ґілян. За даними перепису 2006 року, його населення становило 30 осіб, що проживали у складі 5 сімей.